# Curatella americana
Curatella americana is een struik van 3-4 m hoog, behorende tot de familie Dilleniaceae. Ze komt voor op tropische savannes in Midden-Amerika en het noorden van Zuid-Amerika. De plant is resistent tegen bosbrand. Door bosbranden is de struik vaak sterk vertakt.
De bloemen hebben vier witte teruggebogen kroonbladen, vier lichtgroene kelkbladen, vele meeldraden en twee lichtgroene stampers. De bloeiwijze is een pluim. De bloei is vroeg in het droge seizoen. De bloemen hebben een zoete geur en worden bezocht door bijen. Men neemt aan dat bijen de bestuivers zijn.
De onrijpe vruchten zijn groen en behaard, kort en zacht. De vruchten zijn tweelobbig en 4-8 mm lang. Er is één zaad per vruchtblad.
De bladeren zijn donkergroen langs de nerven en lichtgroen aan de zijkant. De textuur is ruw (als schuurpapier) aan beide kanten. Deze textuur is het gevolg van de hoge concentratie silica in de bladeren. De bladeren zijn enkelvoudig, eirond en de randen zijn gegolfd. Ze zijn 20-26 cm lang. De bladstelen zijn rond met een kiel en 3-4 cm lang.
De bast is lichtbruin en heeft makkelijk afvallende plaatjes. Het hout is crèmekleurig: het is hard en wordt gebruikt als brandhout en soms voor palen.